# The River (Ali Farka Touré)
The River è un album discografico del cantautore maliano Ali Farka Touré, pubblicato nel 1990 da World Circuit Music.

## Tracce
Tutte le musiche sono tradizionali; gli arrangiamenti, gli adattamenti e i testi di Farka Touré, tranne ove indicato.

### LP
Lato 1
1. Heygana - 5:55 (Farka Touré)
2. Toungere - 7:28
3. Tangambara - 5:18
4. Ai Bine - 6:17

Lato 2
1. Kenouna - 4:58
2. Goydiotodam - 6:22 (Farka Touré)
3. Boyrei - 5:18
4. Lobo - 6:40
5. Instrumental - 2:58

### CD
1. Heygana - 5:55 (Farka Touré)
2. Goydiotodam - 6:22 (Farka Touré)
3. Ai Bine - 6:17
4. Tangambara - 5:18
5. Toungere - 7:28
6. Jungou - 7:21
7. Kenouna - 4:58
8. Boyrei - 5:18
9. Tamala - 8:03
10. Lobo - 6:40
11. Instrumental - 2:58

## Formazione
- Ali Farka Touré - chitarra elettrica e acustica, voce, n'jarka
- Amadou Cissé - Calabash, percussioni

### Altri musicisti
- Mamaye Kouyate - ngoni in Toungere e Lobo
- Rory McCleod - armonica a bocca in Heygana
- Seane Keane - violino e bodhran in Kenouna
- Kevin Conneff - violino e bodhran in Kenouna

### Produzione
- Philippe Bertrand - produzione, registrazione, missaggio e registrazioni aggiuntive
- Nick Gold - produzione
- Mike Campbell - assistenza alla registrazione e registrazioni aggiuntive
- Gunter Gretz - registrazioni aggiuntive
- Nick Robbins - missaggio
- John Hadden - post produzione digitale
- Duncan Crowell - post produzione digitale